# Чинето Романо
Чинѐто Рома̀но (на италиански: Cineto Romano) е село и община в Централна Италия, провинция Рим, регион Лацио. Разположено е на 519 m надморска височина. Населението на общината е 668 души (към 2010 г.).